# Ikosan
Ikosan (také eikosan) (C20H42) je uhlovodík, konkrétně vyšší alkan s dvaceti atomy uhlíku v molekule. Existuje celkem ve 366 319 izomerech.
 Z důvodu chemické inaktivity je n-ikosan členem skupiny parafínů a nejkratší molekulou směsi používané na výrobu svíček.

## Použití
Ikosan se používá v malém množství v petrochemickém průmyslu.

## Výroba
Ikosan se vyrábí rafinací ropy, kde vznikne směs vyšších alkanů.

## Reakce
Oxidací vzniká kyselina arachidová (ikosanová), vyšší mastná kyselina obsažená hlavně v arašídovém másle.